# Sermos Galiza
Sermos Galiza é um jornal semanal de generalidades de âmbito galego, publicado em Santiago de Compostela e dirigido por Xosé Mexuto. O seu primeiro número impresso foi veiculado em 17 de maio de 2012. As suas línguas de edição são o galego e o português, quer nos padrões brasileiro e europeu da língua, quer no padrão não oficial conhecido como galego reintegrado.